# Айдашинская пещера
Айдашинская пещера (другое название — Девичья яма) — пещера в Красноярском крае, на склоне хребта Арга, вблизи берега реки Чулым. Находится в парковой зоне города Ачинска (расстояние 14 километров), около Айдашинского озера.

## История исследования
Пещера начала пользоваться популярностью у местных крестьян в середине XIX века под влиянием слухов о сокровищах. Найденные предметы древности поднимались на поверхность и продавались, в результате существенная часть находок была навсегда утеряна для науки. Кладоискатели пробили в пещеру 26-метровый тоннель и вырыли в ней самой глубокую яму.
В конце столетия о пещере сообщили властям. Это сделал Д. С. Каргаполов, работник музея, которому местные жители предложили приобрести некоторые извлечённые из-под земли вещи. В 1897—1898 годах П. С. Проскуряков начал систематическое изучение объекта. Были обнаружены многочисленные предметы быта, оружие, изделия из бронзы и кости животных. В 70-х годах XX века пещеру в течение нескольких полевых сезонов активно изучали уже советские учёные.
О ней были опубликованы научные статьи и основательная монография «Айдашинская пещера». В 1997 году вокруг объекта был создан памятник природы площадью 1,2 гектара.

## Древнее использование
Находки из рыхлых отложений позволяют предположить культовое использование Айдашинской пещеры древним человеком. Считается, что люди оставляли в ней приношения — мясную пищу — и стреляли вглубь пещеры специальными стрелами, наконечники которых были обнаружены исследователями. Самые ранние археологические свидетельства посещения человеком этого места относятся к неолиту. Затем пещера с перерывами использовалась людьми разных периодов истории, в том числе тюркским населением региона в средние века. Культурный слой Айдашинской пещеры спелеологи часто сравнивают с тем, что присутствует в известных пещерах Испании и Франции.